# Macrothele arcuata
Macrothele arcuata is een spinnensoort uit de familie Macrothelidae. De soort komt voor in China.